# Guy Demel
Guy Roland Demel (Orsay, 1981. június 13. –) francia-elefántcsontparti labdarúgó, a West Ham United hátvédje.